# Bilheteira dos cinemas em Portugal em 2013
Listas com o valor das receitas em euros (€) e o número de espectadores dos principais filmes lançados nos cinemas em Portugal, no ano de 2013.

## Histórico
O primeiro quadrimestre de 2013 ficou marcado pelo encerramento de 70 das 106 salas de cinema do grupo Socorama-Castello Lopes Cinemas, o segundo maior exibidor em território nacional. Logo no primeiro mês do ano a exibidora encerrou 66 salas de cinema, tendo pedido insolvência a 12 de fevereiro por dívidas de 14,8 milhões de euros.
No entanto, a 6 de agosto de 2013, a Sonae Sierra comunicou a assinatura de um contrato com um novo operador no mercado português, o exibidor brasileiro Grupo Orient, para a reabertura das salas de cinema em dez dos seus centros comerciais, encerradas desde janeiro pela Socorama. A reabertura destas 60 salas de cinema, iniciada a 23 de agosto, decorreu de forma faseada até ao final de 2013, permitindo assim o regresso da exibição cinematográfica comercial diária a sete cidades e aos distritos de Viana do Castelo e Castelo Branco e à região autónoma dos Açores.

## Filme com maior receita bruta em cada semana
| #  | Semana                         | Filme                                 | Receita bruta | Espectadores |
| -- | ------------------------------ | ------------------------------------- | ------------- | ------------ |
| 1  | 27 de dezembro — 2 de janeiro  | O Hobbit: Uma Viagem Inesperada       | 408 830,08 €  | 69 188       |
| 2  | 3 — 9 de janeiro               | Os Miseráveis                         | 291 584,08 €  | 57 975       |
| 3  | 10 — 16 de janeiro             | Os Miseráveis                         | 204 823,22 €  | 40 769       |
| 4  | 17 — 23 de janeiro             | Guia para um Final Feliz              | 162 031,75 €  | 32 230       |
| 5  | 24 — 30 de janeiro             | O Impossível                          | 380 421,91 €  | 77 493       |
| 6  | 31 de janeiro — 6 de fevereiro | O Impossível                          | 260 987,78 €  | 52 660       |
| 7  | 7 — 13 de fevereiro            | O Impossível                          | 234 928,56 €  | 46 477       |
| 8  | 14 — 20 de fevereiro           | Die Hard: Nunca É Bom Dia para Morrer | 250 834,73 €  | 49 389       |
| 9  | 21 — 27 de fevereiro           | Die Hard: Nunca É Bom Dia para Morrer | 137 278,80 €  | 29 358       |
| 10 | 28 de fevereiro — 6 de março   | Die Hard: Nunca É Bom Dia para Morrer | 94 296,13 €   | 19 136       |
| 11 | 7 — 13 de março                | Oz: O Grande e Poderoso               | 171 573,90 €  | 29 136       |
| 12 | 14 — 20 de março               | Vigarista à Vista                     | 151 670,36 €  | 30 384       |
| 13 | 21 — 27 de março               | Os Croods                             | 672 485,83 €  | 113 054      |
| 14 | 28 de março — 3 de abril       | Os Croods                             | 493 618,88 €  | 83 185       |
| 15 | 4 — 10 de abril                | Os Croods                             | 131 269,39 €  | 22 699       |
| 16 | 11 — 17 de abril               | Esquecido                             | 232 591,69 €  | 46 203       |
| 17 | 18 — 24 de abril               | Esquecido                             | 125 461,84 €  | 24 831       |
| 18 | 25 de abril — 1 de maio        | Homem de Ferro 3                      | 542 960,19 €  | 92 357       |
| 19 | 2 — 8 de maio                  | Homem de Ferro 3                      | 172 965,50 €  | 29 871       |
| 20 | 9 — 15 de maio                 | Assalto à Casa Branca                 | 131 548,53 €  | 26 169       |
| 21 | 16 — 22 de maio                | O Grande Gatsby                       | 220 973,62 €  | 37 905       |
| 22 | 23 — 29 de maio                | Velocidade Furiosa 6                  | 917 856,43 €  | 177 938      |
| 23 | 30 de maio — 5 de junho        | A Ressaca - Parte III                 | 631 695,30 €  | 124 598      |
| 24 | 6 — 12 de junho                | A Ressaca - Parte III                 | 448 502,40 €  | 87 981       |
| 25 | 13 — 19 de junho               | Mestres da Ilusão                     | 289 939,03 €  | 57 832       |
| 26 | 20 — 26 de junho               | Monstros: A Universidade              | 455 970,43 €  | 81 581       |
| 27 | 27 de junho — 3 de julho       | Homem de Aço                          | 326 823,41 €  | 53 660       |
| 28 | 4 — 10 de julho                | Gru - O Maldisposto 2                 | 385 562,77 €  | 70 855       |
| 29 | 11 — 17 de julho               | Gru - O Maldisposto 2                 | 371 680,22 €  | 70 158       |
| 30 | 18 — 24 de julho               | Turbo                                 | 304 808,87 €  | 52 359       |
| 31 | 25 — 31 de julho               | Wolverine                             | 344 472,49 €  | 57 784       |
| 32 | 1 — 7 de agosto                | A Gaiola Dourada                      | 561 217,16 €  | 109 366      |
| 33 | 8 — 14 de agosto               | A Gaiola Dourada                      | 455 850,58 €  | 88 274       |
| 34 | 15 — 21 de agosto              | A Gaiola Dourada                      | 526 254,86 €  | 103 263      |
| 35 | 22 — 28 de agosto              | A Gaiola Dourada                      | 482 062,71 €  | 93 781       |
| 36 | 29 de agosto — 4 de setembro   | A Gaiola Dourada                      | 360 992,24 €  | 69 940       |
| 37 | 5 — 11 de setembro             | A Gaiola Dourada                      | 435 730,30 €  | 84 226       |
| 38 | 12 — 18 de setembro            | A Gaiola Dourada                      | 285 585,79 €  | 55 046       |
| 39 | 19 — 25 de setembro            | A Gaiola Dourada                      | 179 790,30 €  | 34 870       |
| 40 | 26 de setembro — 2 de outubro  | Diana                                 | 174 760,94 €  | 33 821       |
| 41 | 3 — 9 de outubro               | Jogo de Risco                         | 132 013,21 €  | 25 887       |
| 42 | 10 — 16 de outubro             | Gravidade                             | 273 099,13 €  | 41 086       |
| 43 | 17 — 23 de outubro             | Gravidade                             | 209 267,39 €  | 30 964       |
| 44 | 24 — 30 de outubro             | Capitão Phillips                      | 150 117,69 €  | 29 452       |
| 45 | 31 de outubro — 6 de novembro  | Thor: O Mundo das Trevas              | 394 524,75 €  | 67 373       |
| 46 | 7 — 13 de novembro             | Thor: O Mundo das Trevas              | 223 421,24 €  | 40 190       |
| 47 | 14 — 20 de novembro            | Malavita                              | 169 551,40 €  | 33 328       |
| 48 | 21 — 27 de novembro            | 7 Pecados Rurais                      | 530 993,84 €  | 103 915      |
| 49 | 28 de novembro — 4 de dezembro | The Hunger Games: Em Chamas           | 465 952,04 €  | 88 449       |
| 50 | 5 — 11 de dezembro             | Frozen: O Reino do Gelo               | 369 013,80 €  | 66 954       |
| 51 | 12 — 18 de dezembro            | O Hobbit: A Desolação de Smaug        | 671 786,31 €  | 112 114      |
| 52 | 19 — 25 de dezembro            | O Hobbit: A Desolação de Smaug        | 422 872,26 €  | 71 482       |

## Os 10 filmes mais vistos
| #  | Estreia                | Filme                          | Receita bruta  | Espectadores |
| -- | ---------------------- | ------------------------------ | -------------- | ------------ |
| 1  | 1 de agosto de 2013    | A Gaiola Dourada               | 3 883 442,57 € | 756 359      |
| 2  | 23 de maio de 2013     | Velocidade Furiosa 6           | 2 207 590,58 € | 426 765      |
| 3  | 28 de novembro de 2013 | Frozen: O Reino do Gelo        | 2 121 602,77 € | 404 797      |
| 4  | 4 de julho de 2013     | Gru - O Maldisposto 2          | 1 536 245,61 € | 298 935      |
| 5  | 21 de novembro de 2013 | 7 Pecados Rurais               | 1 487 056,61 € | 287 107      |
| 6  | 30 de maio de 2013     | A Ressaca - Parte III          | 1 397 771,59 € | 275 398      |
| 7  | 21 de março de 2013    | Os Croods                      | 1 541 003,02 € | 264 545      |
| 8  | 1 de agosto de 2013    | Os Smurfs 2                    | 1 350 071,31 € | 256 559      |
| 9  | 12 de dezembro de 2013 | O Hobbit: A Desolação de Smaug | 1 495 271,29 € | 253 105      |
| 10 | 20 de junho de 2013    | Monstros: A Universidade       | 1 339 392,07 € | 248 454      |

## Os 10 filmes nacionais mais vistos
| #  | Estreia                 | Filme                       | Receita bruta  | Espectadores |
| -- | ----------------------- | --------------------------- | -------------- | ------------ |
| 1  | 21 de novembro de 2013  | 7 Pecados Rurais            | 1 487 056,61 € | 287 107      |
| 2  | 21 de março de 2013     | Comboio Noturno para Lisboa | 305 884,69 €   | 58 680       |
| 3  | 29 de agosto de 2013    | RPG                         | 116 211,14 €   | 22 855       |
| 4  | 27 de junho de 2013     | Bairro                      | 96 587,79 €    | 18 755       |
| 5  | 28 de fevereiro de 2013 | Quarta Divisão              | 24 022,17 €    | 4 954        |
| 6  | 25 de abril de 2013     | É o Amor                    | 18 131,78 €    | 3 837        |
| 7  | 7 de novembro de 2013   | Até Amanhã, Camaradas       | 12 394,63 €    | 2 423        |
| 8  | 14 de março de 2013     | A Última Vez que Vi Macau   | 10 763,00 €    | 2 334        |
| 9  | 14 de novembro de 2013  | Collider                    | 5 774,40 €     | 1 507        |
| 10 | 7 de novembro de 2013   | Um Fim do Mundo             | 3 444,90 €     | 1 120        |

Nota: A cor de fundo       indica que o filme foi coproduzido com outros países.

## Exibição por distrito / região autónoma
| Distrito         | Ecrãs | Lugares | Sessões | Receita bruta   | Espectadores |
| ---------------- | ----- | ------- | ------- | --------------- | ------------ |
| Aveiro           | 26    | 6 376   | 19 790  | 1 770 393,33 €  | 343 844      |
| Beja             | 7     | 2 251   | 324     | 47 831,05 €     | 13 992       |
| Braga            | 35    | 7 731   | 33 239  | 3 712 030,21 €  | 752 613      |
| Bragança         | 3     | 849     | 79      | 13 516,00 €     | 5 600        |
| Castelo Branco   | 12    | 2 340   | 2 086   | 176 612,40 €    | 37 786       |
| Coimbra          | 27    | 5 099   | 28 568  | 2 753 932,16 €  | 524 271      |
| Évora            | 6     | 1 488   | 261     | 27 206,69 €     | 13 070       |
| Faro             | 38    | 5 913   | 32 863  | 3 054 991,34 €  | 580 487      |
| Guarda           | 10    | 1 921   | 4 408   | 270 740,35 €    | 67 400       |
| Leiria           | 24    | 4 629   | 18 495  | 1 849 898,22 €  | 347 314      |
| Lisboa           | 160   | 29 122  | 212 387 | 27 344 384,68 € | 5 004 957    |
| Portalegre       | 2     | 648     | 26      | 4 122,91 €      | 1 373        |
| Porto            | 90    | 17 637  | 116 811 | 13 995 521,44 € | 2 882 325    |
| Santarém         | 15    | 2 956   | 10 949  | 897 888,16 €    | 168 099      |
| Setúbal          | 42    | 8 560   | 41 051  | 6 203 966,62 €  | 1 162 771    |
| Viana do Castelo | 7     | 1 119   | 1 466   | 175 687,50 €    | 37 820       |
| Vila Real        | 9     | 1 247   | 8 539   | 790 443,40 €    | 149 710      |
| Viseu            | 14    | 2 240   | 14 165  | 1 171 980,50 €  | 220 998      |
| Açores           | 4     | 562     | 2 085   | 204 163,50 €    | 35 896       |
| Madeira          | 13    | 2 676   | 10 569  | 1 030 006,45 €  | 196 419      |
| Total nacional   | 544   | 105 364 | 558 161 | 65 495 316,91 € | 12 546 745   |